# والدین مست
والدین مست (به انگلیسی: Drunk Parents) یک فیلم کمدی آمریکایی محصول سال ۲۰۱۹ به کارگردانی فرد ولف است که توسط پیتر گولک و فرد ولف نوشته شده‌است. ستاره‌های فیلم الک بالدوین، سلما هایک، جو منگنیلو، ناتالیا سیگلیوتی، جیم گافیگان و بن پلت هستند.
این فیلم در تاریخ ۲۱ مارس ۲۰۱۹ از طریق DirecTV Cinema منتشر شد و همچنین در ۱۹ آوریل ۲۰۱۹ توسط Vertical Entertainment به‌صورت محدود منتشر شد.

## داستان
«فرانک» و «نانسی» زوجی میانسال هستند که در یک خانه بزرگ زندگی می‌کنند. آنها با افتخار، تنها دختر خود را به دانشگاه می‌فرستند، اما در پرداخت هزینه تحصیل او دچار مشکل می‌شوند و تصمیم می‌گیرند که…

## بازیگران
- الک بالدوین به عنوان فرانک
- سلما هایک به عنوان نانسی
- جو منگنیلو به عنوان باب دانلی
- ناتالیا سیگلیوتی به عنوان بتی دونلی
- جیم گافیگان به عنوان کارل مانچینی
- بن پلت (بازیگر) به عنوان جیسون جانسون
- آینه مولینس به عنوان هیدی بیانیچی
- ساشا میچل به عنوان شپ
- تریت ویلیامز را به عنوان دن هندرسون
- اولیویا لوکاردی به عنوان جسی
- عاصف ماندوی به عنوان نایجل
- Scott Mescudi به عنوان راننده اسکیتی Tow
- میشل وینتیملیلا راشل
- کلی اوکوین به عنوان تایلر رتور
- جوجو کوشنر به عنوان رز
- دن سدر به عنوان راندال
- استفان گوئودون به عنوان تام
- متی پورتر به عنوان متی
- ادی Schweighardt به عنوان Tristan Donnelly
- جرمی شیندر به عنوان تری
- مگ گرگ به عنوان عامل مگ بارنز
- مارک گسنر به عنوان نماینده ویژه چاد میلومس
- براون دوناهو به وین
- آدام انریت به عنوان دروازه‌بان
- پیتر گولکه به عنوان مأمور دائمی

## تولید
در سپتامبر سال ۲۰۱۵، الک بالدوین و سلما هایک عضو بازیگران فیلم شدند. در ۱۵ ژانویه ۲۰۱۶، جو منگنیلو، جیم گوفیگان، بریجت موینتان و بن پلت به بازیگران این فیلم پیوستند. در ۸ فوریه سال ۲۰۱۶، ناتالیا سیگلیوتی به بازیگران فیلم پیوست. عکاسی اصلی در تاریخ ۱۳ ژانویه ۲۰۱۶ آغاز شد.
در ماه مه ۲۰۱۷ اعلام شد Aviron Pictures حقوق فیلم توزیع حقوق را دریافت کرد. در سپتامبر ۲۰۱۸، عمودی سرگرمی اعلام شد و DirecTV Cinema فیلم را به جای آن پخش می‌کرد. از طریق DirecTV سینما در تاریخ ۲۱ مارس ۲۰۱۹ منتشر شد، این فیلم همچنین در انتشار محدود در تاریخ ۱۹ آوریل ۲۰۱۹ منتشر شد.